# Историја азијске уметности
Историја азијске уметности или источњачке уметности укључује широк спектар утицаја различитих култура и религија. Кретања у азијској уметности је историјски паралелна са онима у западној уметности, генерално неколико векова раније. Кинеска уметност, индијска уметност,  корејска уметнос , јапанска уметност,  свака је имала значајан утицај на западну уметносто и обрнуто.  Блискоисточна уметност је такође имала значајан утицај на западну уметност.  Изузев праисторијске уметности, након уметности Месопотамије, источњачке уметности спадају међу најстарије. представља најстарији облик азијске уметности.